# Longuinhos Monteiro

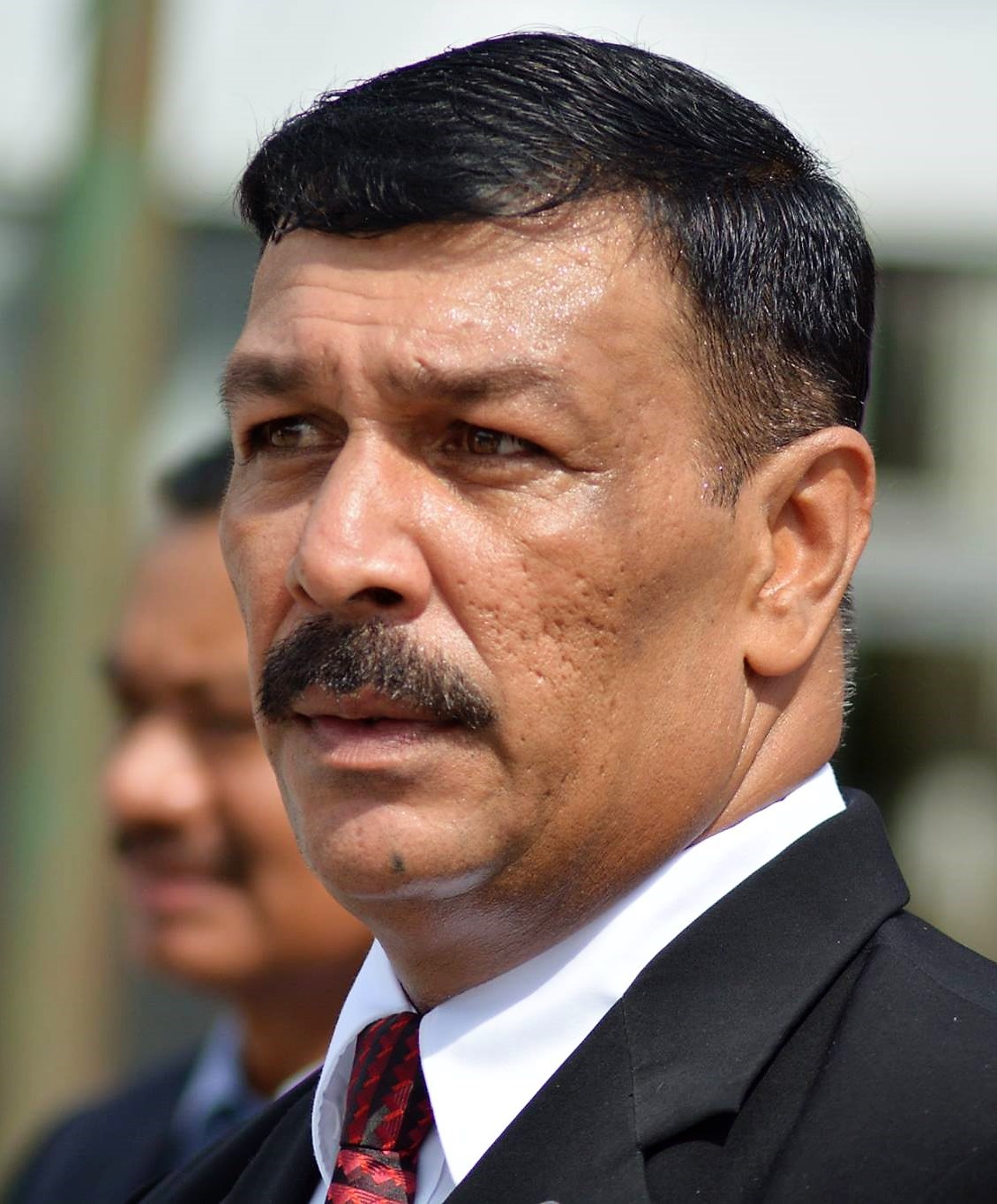
Longuinhos Monteiro (2017)

Longuinhos Rabindranatha Tagore Domingos Monteiro de Castro (* 20. Dezember 1968 in Maliana, Portugiesisch-Timor) ist ein osttimoresischer Jurist und Politiker. Von 2015 bis 2017 war er Innenminister des Landes, gehörte aber keiner Partei an. Seit 2023 ist Monteiro Generaldirektor des Serviço Nacional de Inteligência (SNI).

## Werdegang
Bis 1987 besuchte Monteiro eine Schule in Dili, bevor er zwischen 1988 und 1994 an der Universitas Pendidikan Nasional (UNDIKANS) in Denpasar auf Bali Jura studierte. Als bester Absolvent des Jahres erhielt er den Preis „Paramitha Sadhuguna Nugraha“. In dieser Zeit war Monteiro auch in der studentischen Widerstandsbewegung gegen die indonesische Besetzung Osttimors aktiv. 1991 lebte er auch bei den Guerillakämpfern im Dschungel und unterstützte den Kampf bis zum Ende der Besatzung 1999. Später arbeitete er abwechselnd bei der Botschaft von Portugal, für die australische Regierung und für UNMIT.
Am 7. Januar 2000 wurde er vom Vertreter der Vereinten Nationen in Timor-Leste, Sérgio Vieira de Mello, als Untersuchungsrichter eingesetzt, nachdem er Teil der ersten Gruppe von Anwälten war, die von der Übergangsverwaltung der Vereinten Nationen für Osttimor (UNTAET) eingestellt wurden. Von Juni bis Oktober 2001 übernahm er auch die Position des stellvertretenden Generalstaatsanwalts für gewöhnliche Verbrechen.
Am 16. Oktober 2001 wurde Monteiro als erster Osttimorese Generalstaatsanwalt. In dieser Funktion war er auch Mitglied in der indonesisch-osttimoresischen Wahrheits- und Freundschaftskommission, die die Verbrechen während der Krise in Osttimor 1999 aufarbeiten sollte.
2005 verklagte Monteiro den Geschäftsmann Francisco Lui auf eine Schadenssumme von 50.000 US-Dollar, wegen Diffamierung, nachdem in der Zeitung Diário Tempo ein Artikel erschienen war, mit dem Titel „Three Prosecutors Engage in Corruption, Money US$8,600“. Lui warf darin Monteiro und zwei anderen Staatsanwälten vor, nicht der vorhergehenden Entscheidung eines Untersuchungsrichters und des Finanzministers gefolgt zu sein, Gelder an Lui auszuzahlen. Die Staatsanwälte hatten Lui 2004 gezwungen ihnen 279,000,800 indonesische Rupien auszuhändigen. Lui zeigte mit seinem Anwalt den Vorfall bei der Untersuchungsabteilung der Polizei an. Die Unterlagen zur Anzeige verschwanden später. Lui reichte daher am 23. August 2005 Zivilklage ein. Zwei Tage später erschien der Zeitungsartikel. Das Distriktsgericht Dili entschied 2009 aber zugunsten von Luis, dass es sich bei dem Artikel nicht um eine Diffamierung gehandelt habe. Monteiro musste die Gerichtskosten in Höhe von zehn Prozent des Streitswerts, also 5.000 US-Dollar, übernehmen.
Kurz darauf gab Monteiro sein Amt als Generalstaatsanwalt an Ana Pessoa Pinto ab und wurde am 27. März 2009 Chef der Nationalpolizei Osttimors (PNTL), was zu Kritik führte. Monteiro löste den Interimschef der Polizei Afonso de Jésus ab. Gemäß der gesetzlichen Vorgaben sollte die Amtszeit Monteiros als Polizeichef im März 2013 enden. Der Ministerrat verlängerte sie aber erst um drei Monate bis Juni und schließlich bis 2015. Im Februar kam es zu einer umfassenden Regierungsumbildung in Osttimor, infolge der Monteiro am 16. Februar 2015 zum Innenminister vereidigt wurde. Nachfolger als Polizeichef wurde Júlio Hornay. Mit Antritt der VII. Regierung am 15. September 2017 endete Monteiros Amtszeit im Kabinett.
Anfang Januar wurde Monteiros Farm östlich von Dili von Beamten des SNI ohne richterlichen Beschluss durchsucht. Dabei fand man drei Luftgewehre, von denen zwei nicht funktionierten, eine zerbrochene Pfeilpistole und eine antike Pistole, von der Monteiro bestätigte, dass sie ihm gehöre, sowie Munition für verschiedene Waffen, darunter von M16 und Glock 19, wie sie bei der Polizei in Gebrauch sind. Am 17. Januar wurde Monteiro deswegen wegen unerlaubten Waffenbesitz von der Kriminalpolizei (PCIC) verhaftet, zu die er freiwillig gegangen war, um eine Aussage zu machen. Das Distriktsgericht von Dili erklärte am 19. Januar aber die Inhaftierung als unrechtmäßig und ordnete die sofortige Entlassung von Monteiro aus der Haft an. Es gäbe keine klaren Angaben zu den Vorwürfen und die rechtlichen Formalitäten seien bei der Durchsuchung eingehalten worden. Zudem haben Beamte des SNI keine Befugnis, Durchsuchungen durchzuführen. Staatspräsident José Ramos-Horta kritisierte die „völlige Straflosigkeit“ für einige Leiter von Sicherheitsinstitutionen, die Gesetze missachten würden. Eine Änderung läge nicht in seiner Macht. Wenige Stunden danach begannen PCIC, SNI und Soldaten der F-FDTL mit der Durchsuchung von Monteiros Wohnung in Dili.
Unter der neuen Regierung wurde 2023 der bisherige Generaldirektor des SNI Domingos da Câmara abgesetzt und Longuinhos Monteiro zu seinem Nachfolger bestimmt.

## Hintergrund
Longuinhos Monteiro ist verheiratet, hat zwei Söhne und ist katholischen Glaubens. Seine Mutter war die Timoresin portugiesischer Herkunft Rosa Manuela Domingos, sein Vater der indischstämmige Xavier Longuinhos Monteiro de Castro. Er kam aus Caranzalem (Goa) als Mediziner im August 1958 nach Portugiesisch-Timor. Xavier Longuinhos Monteiro de Castro praktizierte in verschiedenen Teilen der Kolonie, weswegen seine sechs Söhne an unterschiedlichen Orten geboren wurden. Die Mutter war eine Krankenschwester in Ausbildung, als sie ihren späteren Mann kennenlernte.